# Abraxas circinata
Abraxas circinata là một loài bướm đêm trong họ Geometridae.